# Discografia de Band-Maid
A discografia de Band-Maid consiste em 7 álbuns de estúdio, 2 EPs, 8 singles, 1 álbum ao vivo e 2 vídeos. Band-Maid é uma banda de rock japonesa formada em 2013, inspirando sua imagem nos maid cafés japoneses em contraste com o hard rock e heavy metal.

## Álbuns de estúdio
| Título                                                                     | Detalhes | Posição de pico   | Posição de pico   | Posição de pico | Posição de pico | Posição de pico | Posição de pico | Posição de pico | Posição de pico |
| Título                                                                     | Detalhes | JPN Oricon        | JPN Billboard Top | UK Ind          | UK Indie Break  | UK Rock         | US Hard Rock    | US Heat         | US World        |
| -------------------------------------------------------------------------- | --- | ----------------- | ----------------- | --------------- | --------------- | --------------- | --------------- | --------------- | --------------- |
| Maid in Japan                                                              | - Lançamento: - 8 de janeiro de 2014 - 14 de fevereiro de 2018 (relançamento) - Gravadora: Gump Records, Crown Stones (relançamento) - Formato(s): CD, download digital | 26 (relançamento) | 22 (relançamento) | —               | —               | —               | —               | —               | —               |
| New Beginning                                                              | - Lançamento: 18 de novembro de 2015 - Gravadora: Gump Records - Formato(s): CD+DVD, download digital                                                                   | 64                | 49                | —               | —               | —               | —               | —               | —               |
| Brand New Maid                                                             | - Lançamento: 18 de maio de 2016 - Gravadora: Crown Stones, JPU Records - Formato(s): CD, CD+DVD, download digital                                                      | 19                | 15                | —               | —               | —               | —               | —               | —               |
| Just Bring It                                                              | - Lançamento: 11 de janeiro de 2017 - Gravadora: Crown Stones, JPU Records - Formato(s): CD, download digital                                                           | 16                | 20                | 49              | 13              | 17              | —               | —               | —               |
| World Domination                                                           | - Lançamento: 14 de fevereiro de 2018 - Gravadora: Crown Stones, JPU Records - Formato(s): CD, CD+DVD, CD+BD, download digital                                          | 9                 | 7                 | —               | —               | —               | —               | —               | —               |
| Conqueror                                                                  | - Lançamento: 4 de dezembro de 2019 - Gravadora: Revolver Records, JPU Records - Formato(s): CD, CD+DVD, CD+BD, download digital                                        | 9                 | 9                 | 29              | 4               | 11              | 25              | 19              | 11              |
| Unseen World                                                               | - Lançamento: 13 de janeiro de 2021 - Gravadora: Pony Canyon - Formato(s): CD, CD+DVD, 2CD+BD, download digital                                                         | 8                 | 6                 | —               | —               | —               | —               | —               | —               |
| "—" marca que gravação não ranqueou ou não foi lançada naquele território. | |                   |                   |                 |                 |                 |                 |                 |                 |

## EPs
| Título                       | Detalhes                                                                                                  | Posição de pico | Posição de pico   |
| Título                       | Detalhes                                                                                                  | JPN Oricon      | JPN Billboard Top |
| ---------------------------- | --- | --------------- | ----------------- |
| Band-Maiko (como Band-Maiko) | - Lançamento: 3 de abril de 2019 - Gravadora: Revolver Records - Formato(s): CD, CD+DVD, download digital | 15              | 11                |
| Unleash                      | - Lançamento: 21 de setembro de 2022 - Gravadora: Pony Canyon - Formato(s): CD, CD+DVD, CD+BD             | 9               | 9                 |

## Álbuns ao vivo
| Título                                            | Detalhes                                                                     |
| ------------------------------------------------- | ---------------------------------------------------------------------------- |
| Band-Maid Online Acoustic Okyu-Ji (Dec. 25, 2021) | - Lançamento: 27 de abril de 2022 - Gravadora: Independente - Formato(s): CD |

## Singles
| Título                                            | Ano  | Posição de pico | Posição de pico | Posição de pico | Álbum                          |
| Título                                            | Ano  | JPN Oricon      | JPN Hot 100     | JPN Top Singles | Álbum                          |
| ------------------------------------------------- | ---- | --------------- | --------------- | --------------- | ------------------------------ |
| "Ai to Jōnetsu no Matador" (愛と情熱のマタドール) | 2014 | —               | —               | —               | Maid in Japan (edição de 2018) |
| "YOLO"                                            | 2016 | 36              | —               | 42              | Just Bring It                  |
| "Daydreaming/Choose Me"                           | 2017 | 20              | —               | 18              | World Domination               |
| "Start Over"                                      | 2018 | 16              | 65              | 16              | Não faz parte de um álbum      |
| "Glory"                                           | 2019 | 12              | 70              | 11              | Conqueror                      |
| "Bubble"                                          | 2019 | 14              | —               | 13              | Conqueror                      |
| "Different"                                       | 2020 | 19              | —               | 17              | Não faz parte de um álbum      |
| "About Us"                                        | 2021 | —               | —               | —               | Não faz parte de um álbum      |
| "Sense"                                           | 2021 | 14              | —               | 13              | Unleash                        |
| "—" marca que gravação não ranqueou.              |      |                 |                 |                 |                                |

### Singles digitais
| Título                                | Ano  | Álbum         |
| ------------------------------------- | ---- | ------------- |
| "Secret Maiko Lips" (como Band-Maiko) | 2018 | Band-Maiko    |
| "Endless Story"                       | 2019 | Conqueror     |
| "The Dragon Cries"                    | 2019 | Conqueror     |
| "Reincarnation" (輪廻, "Rinne")       | 2019 | Conqueror     |
| "After Life"                          | 2020 | Unseen World  |
| "Unleash!"                            | 2022 | Unleash       |
| "Memorable"                           | 2023 | Single avulso |
| "Shambles"                            | 2023 | Single avulso |

## DVD/Blu-ray
| Título                                                        | Detalhes                                                                              | Posição de pico | Posição de pico |
| Título                                                        | Detalhes                                                                              | JPN             | JPN             |
| Título                                                        | Detalhes                                                                              | DVD             | Blu-ray         |
| ------------------------------------------------------------- | ------------------------------------------------------------------------------------- | --------------- | --------------- |
| Band-Maid World Domination Tour [Shinka] at Line Cube Shibuya | - Lançamento: 29 de abril de 2020 - Gravadora: Revolver Records - Formato(s): DVD, BD | 8               | 10              |
| Band-Maid Online Okyu-Ji (Feb. 11, 2021)                      | - Lançamento: 26 de maio de 2021 - Gravadora: Pony Canyon - Formato(s): DVD, BD       | 11              | 13              |
| Band-Maid Tokyo Garden Theater Okyuji (Jan. 09, 2023)         | - Lançamento: 26 de abril de 2023 - Gravadora: Pony Canyon - Formato(s): DVD, BD, 2BD | 15              | 11              |

## Outros
| Ano  | Título                           | Álbum                |
| ---- | -------------------------------- | -------------------- |
| 2017 | "Honey" (ハニー) (cover de Mucc) | Tribute of Mucc -En- |